# Alenka Cuderman
Alenka Cuderman, född 13 juni 1961 i Kranj, är en före detta jugoslavisk och slovensk handbollsspelare. Hon deltog vid sommar-OS 1984 och vann då en guldmedalj med det jugoslaviska laget. I turneringen spelade hon tre matcher, inklusive finalen.

## Externa sidor
- Alenka Cudermans profil